# Höchstberg

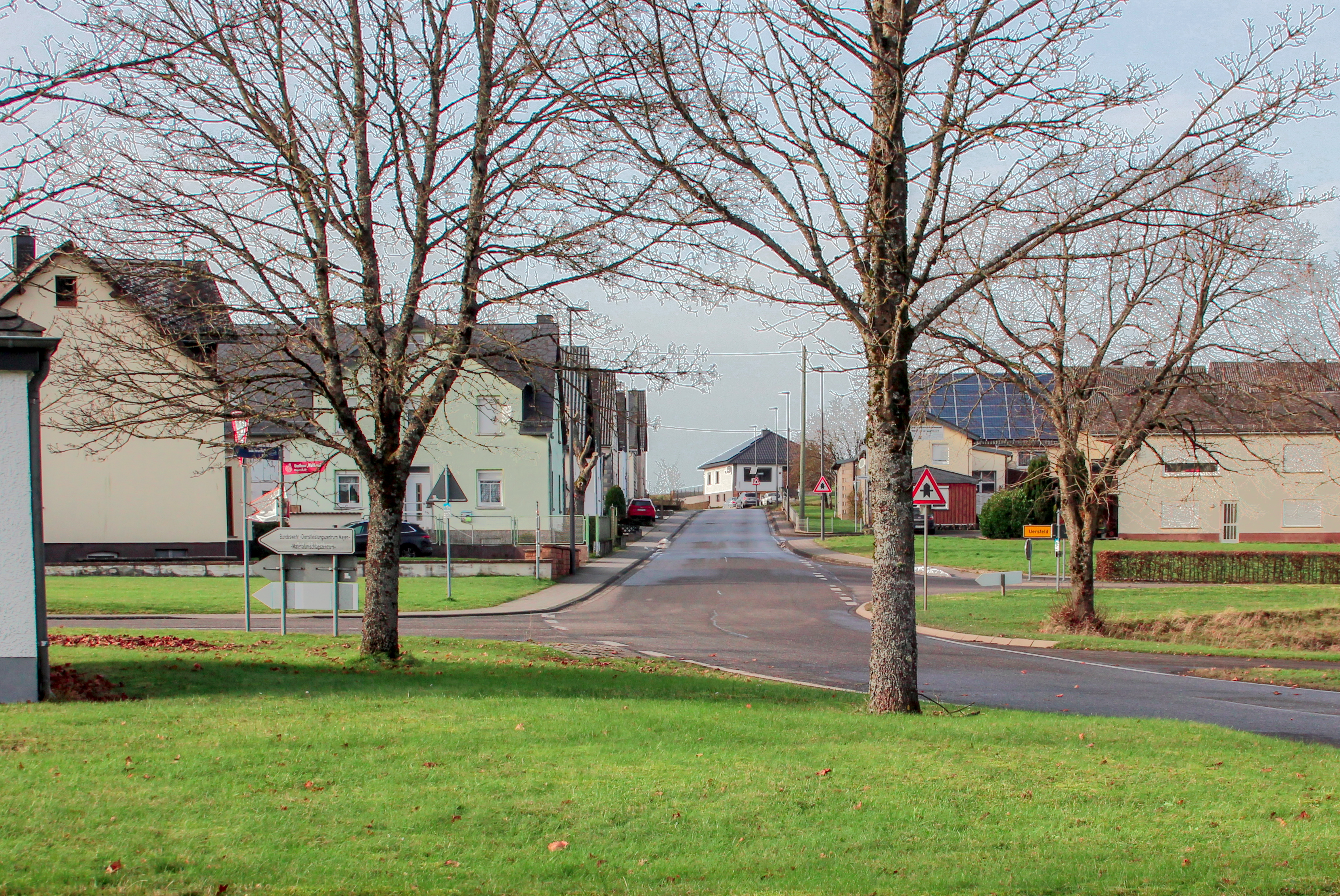
Ansicht von Höchstberg

Höchstberg ist eine Ortsgemeinde im Landkreis Vulkaneifel in Rheinland-Pfalz. Sie gehört der Verbandsgemeinde Kelberg an.

## Geographie
Der Ort liegt in der Vulkaneifel nahe der A48. Nachbargemeinden sind im Uhrzeigersinn die Orte Kötterichen, Uersfeld und Kaperich, die wie Höchstberg selbst zum Landkreis Vulkaneifel gehören, sowie die Stadt Ulmen, die zum Landkreis Cochem-Zell gehört. Zum Gemeindegebiet gehört der Weiler Bahnhof Uersfeld mit dem Bahnhof Uersfeld der Eifelquerbahn. Südwestlich von Höchstberg liegt die Quelle der Endert.

## Klima
Der Jahresniederschlag beträgt 799 mm.

## Geschichte
Hügelgräber und die Überreste eines römischen Bauernhofes lassen vermuten, dass sich bereits im 2. Jahrhundert n. Chr. Menschen in der Umgebung des Ortes niedergelassen haben. Die erste urkundliche Erwähnung ist allerdings erst auf das Jahr 1389 datiert. Inhalt der Urkunde ist ein schlichter Pachtvertrag: Tilgin von Daun verpachtet den in Husen bei Uersfeld gelegenen Hof an den Burgmann und Verwalter Peter von Nürburg.
Anlass für eine Erwähnung im Jahre 1620 ist ein spektakulärer Mordprozess: Ansässigen Bauern wird vorgeworfen, durchreisende spanische Reiter gemeuchelt und ausgeraubt zu haben. Die Bauern sind später gehängt bzw. gerädert worden. Liest man heute die damaligen Akten und Urkunden genau, wird dagegen aber klar, dass die Bauern lediglich Opfer eines Schauprozesses wurden: Die aus damaliger Sicht wohl gerechtfertigte Tötung der Spanier stellte im Zusammenhang mit dem Dreißigjährigen Krieg einen politischen Skandal dar und die zum Tode Verurteilten waren sprichwörtliche Bauernopfer, um die politischen Intrigen und Ränke im Reich zu sichern.
Im Rahmen der französischen Revolution wurde das Rheinland zur Fränkischen Republik und im Raum Kelberg lagerte 1794 ein französisches Korps (ca. 10.000 Mann), für dessen Versorgung die umliegenden Gemeinden aufzukommen hatten. Höchstberg zählte zu dieser Zeit 69 Einwohner.
Der französische Einfluss wich 1815 mit dem Wiener Kongress: Das Rheinland wurde preußisch. Im Zusammenhang mit dem Bau der Eifelquerbahn von Mayen nach Gerolstein und dem Abbau von Schwerspat kam es Anfang des 20. Jahrhunderts zu einem wirtschaftlichen Aufschwung.
Im Jahre 1934 erhielt Höchstberg seinen heutigen Namen. Der ursprüngliche Name Hausen hätte zu Verwechslungen mit dem bei Mayen gelegenen Hausen führen können.

## Politik

### Gemeinderat
Der Gemeinderat in Höchstberg besteht aus acht Ratsmitgliedern, die bei der Kommunalwahl am 9. Juni 2024 in einer Mehrheitswahl gewählt wurden, und dem ehrenamtlichen Ortsbürgermeister als Vorsitzendem.

### Bürgermeister
Bernhard Mediger wurde am 2. September 2021 Ortsbürgermeister von Höchstberg. Da für die nach der Amtsniederlegung seines Vorgängers zunächst vorgesehene Direktwahl am 26. September 2021 kein gültiger Wahlvorschlag eingereicht wurde, oblag die Neuwahl des Bürgermeisters dem Rat. Dieser entschied sich für Mediger. Bei der Kommunalwahl am 9. Juni 2024 wurde Bernhard Mediger als einziger Bewerber mit 93,3 % der abgegebenen Stimmen für weitere fünf Jahre in seinem Amt bestätigt.
Medigers Vorgänger waren Berthold Karst (Juni 2019 bis Mai 2021) und zuvor Wilhelm Leichsenring.

### Wappen
| Wappen von Höchstberg | Blasonierung: „Geteilt von Silber und Schwarz, oben ein durchgehendes schwarzes Balkenkreuz, unten rechts ein an Rücken und Kanten silbern, an den Ecken golden gefasstes Buch mit goldenem Kreuz auf rotem Buchdeckel, goldenem Schnitt und roten Rückenstreifen, links eine silberne Feder.“ |
| Wappen von Höchstberg | Wappenbegründung: Das schwarze Balkenkreuz nimmt Bezug auf die einstige Zugehörigkeit zum Kurfürstentum Köln. Buch und Federkiel symbolisieren den Evangelisten Markus, der Kirchen- und Ortspatron von Höchstberg ist. Das Wappen von Höchstberg wurde 1988 eingeführt und genehmigt.         |